# 1,7-Dihydroxynaphthalin
1,7-Dihydroxynaphthalin ist eine vom Naphthalin abgeleitete chemische Verbindung aus der Gruppe der Naphthalindiole.

## Synthese
Die erste Synthese geht auf A. Emmert zurück, der es 1887 aus dem Dinatrium-Salz der Croceinsäure gewann. Das Dinatrium-Salz wurde dazu mit Kaliumhydroxid geschmolzen und die erkaltete Schmelze rasch mit konzentrierter Salzsäure aufgearbeitet. Die Extraktion gelang laut Emmert nur mit heißem Benzol gut.

## Eigenschaften
Mit Eisen(III)-chlorid zeigt sich eine dunkelblaue Färbung.